# Антоніу Сілва (футболіст)
Антоніу Сілва (порт. António Silva, нар. 31 жовтня 2003, Візеу) — португальський футболіст, центральний захисник «Бенфіки».

## Клубна кар'єра
Народився 31 жовтня 2003 року в місті Візеу. Вихованець юнацьких команд футбольних клубів «Уш Репрезеншеш», «Візеу Юнайтед», а з 2016 року — «Бенфіки».
2022 року почав залучатися до матчів команди «Бенфіка Б» в Сегунді, а пізніше того ж року дебютував й у складі головної команди лісабонського клубу, в якій попри юний вік швидко став одним з основних центральних оборонців.

## Виступи за збірні
2019 року дебютував у складі юнацької збірної Португалії (U-16), загалом на юнацькому рівні взяв участь у 27 іграх, відзначившись 2 забитими голами.
А в листопаді 2022 року 19-річний на той момент захисник, що не мав досвіду виступів навіть за молодіжну збірну, був включений до заявки головної збірної Португалії на тогорічний чемпіонат світу.

## Статистика виступів

### Статистика клубних виступів
Станом на 18 вересня 2022
| Сезон                 | Команда               | Чемпіонат             | Чемпіонат | Чемпіонат | Національний кубок | Національний кубок | Національний кубок | Континентальні кубки | Континентальні кубки | Континентальні кубки | Інші змагання | Інші змагання | Інші змагання | Усього | Усього |
| Сезон                 | Команда               | Ліга                  | Ігор      | Голів     | Ліга               | Ігор               | Голів              | Ліга                 | Ігор                 | Голів                | Ліга          | Ігор          | Голів         | Ігор   | Голів  |
| --------------------- | --------------------- | --------------------- | --------- | --------- | ------------------ | ------------------ | ------------------ | -------------------- | -------------------- | -------------------- | ------------- | ------------- | ------------- | ------ | ------ |
| 2021–22               | «Бенфіка Б»           | СЛ                    | 2         | 0         | -                  | -                  | -                  | -                    | -                    | -                    | -             | -             | -             | 2      | 0      |
| серп. 2022            | «Бенфіка Б»           | СЛ                    | 2         | 0         | -                  | -                  | -                  | -                    | -                    | -                    | -             | -             | -             | 2      | 0      |
| Усього за «Бенфіку Б» | Усього за «Бенфіку Б» | Усього за «Бенфіку Б» | 4         | 0         |                    | -                  | -                  |                      | -                    | -                    |               | -             | -             | 4      | 0      |
| 2022–23               | «Бенфіка»             | ПЛ                    | 4         | 0         | КП+КЛ              | 0+0                | 0                  | ЛЧ                   | 3                    | 1                    | -             | -             | -             | 7      | 1      |
| Усього за кар'єру     | Усього за кар'єру     | Усього за кар'єру     | 8         | 0         |                    | 0                  | 0                  |                      | 3                    | 1                    |               | -             | -             | 11     | 01     |

## Титули і досягнення
«Бенфіка»
- Чемпіон Португалії (1): 2022-23
- Переможець Юнацької ліги УЄФА (1): 2021-22
- Володар Суперкубка Португалії (2): 2023, 2025
- Володар Кубка португальської ліги (1): 2024-25